# The Three Graces
The Three Graces (en español, Las tres gracias) es una fuente y escultura al aire libre de la artista estadounidense Gertrude Vanderbilt Whitney.
El conjunto escultórico es también conocido como Carytid Fountain Group (Grupo Fuente de Cariátide), Friendship Fountain (Fuente de la amistad), The Three Bares (Los tres desnudos), Three Bares Fountain (Fuente de los tres desnudos), The Whitney Fountain (La fuente de Whitney), Good Will Fountain (Fuente de la buena voluntad) o Fuente de los Atlantes.

## Historia
El conjunto representa a tres atlantes sosteniendo una gran concha marina con abundante vegetación por donde se derrama el agua.
Gertrude V. Whitney esculpió la fuente en 1913, por la cual ganó una mención honrosa en el Salón de París y de la Asociación Nacional de Mujeres Pintoras y Escultoras. Había sido creada para el hotel Arlington en Washington D. C.. El hotel original fue demolido en 1912 para dejar espacio a uno más grande, que incluiría la fuente de Whitney, pero su financiación no se concretó y nunca se construyó. La figura se exhibió en la Exposición Internacional Panamá-Pacífico en San Francisco en 1915, donde fue premiada con una medalla de bronce.

### Fuente de los Atlantes

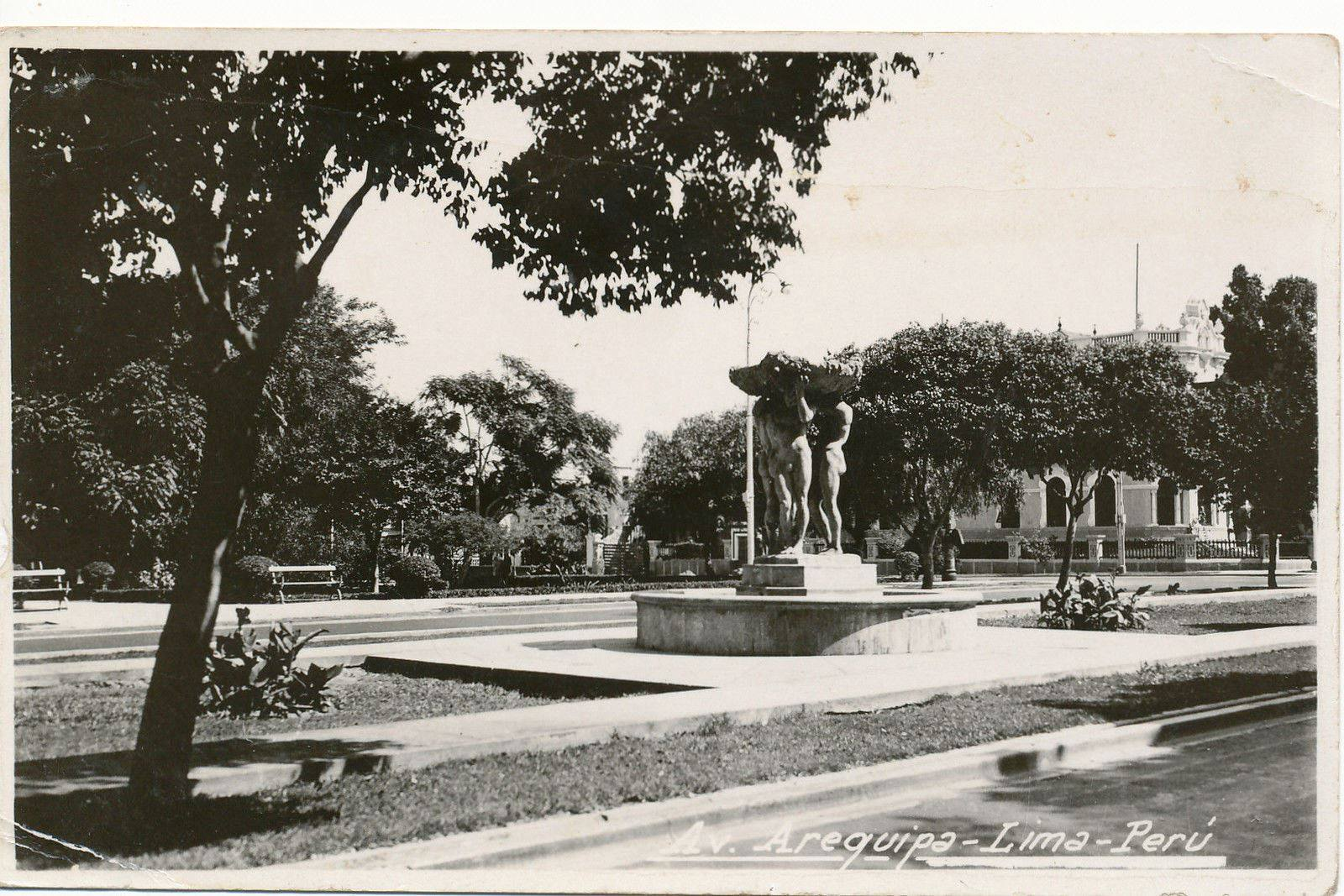
La Fuente de los Atlantes en la avenida Leguía en la década de 1920.

En 1921, durante el Oncenio de Leguía se celebró el Centenario de la Independencia del Perú y muchas colonias de residentes extranjeros decidieron otorgar obsequios en forma de monumentos al Estado Peruano. La colonia estadounidense afincada en Lima decidió erigir una copia de la escultura de Whitney, pero en bronce. Esta obra ya había ganado el primer premio del Concurso de la Sociedad de Pintores y Escultores en 1914. Conocida también como Fuente de los Tres Atlantes, Fuente Americana o Fuente de las Tres Figuras, fue ubicada en el parque Washington, en la cuadra 6 de la avenida Leguía. Su coste fue de 15,000 dólares estadounidenses y fue inaugurada oficialmente el 6 de agosto de 1924.

### The Three Gracesde Montreal
Existe otra copia de la escultura en mármol, donada en 1931 e instalada dos años más tarde en la Universidad McGill, en Canadá. Durante la inauguración, la fuente fue envuelta en una Union Jack y la bandera de Estados Unidos. Asistieron a la ceremonia John Finley, editor del New York Times, como representante de los Estados Unidos, y el gobernador general de Canadá, el conde de Bessborough. Whitney, con mala salud y en luto por la muerte de Harry Payne Whitney, su cónyuge, no asistió. También se había perdido la presentación de su Women's Titanic Memorial en Washington D. C. tres días antes.

### Otras réplicas
Algunas copias individuales de los atlantes pueden ser encontradas en una colección privada, en Brookgreen Gardens (Carolina del Sur), en el Cleveland Museum of Art, en el Whitney Museum of American Art, y en el Metropolitan Museum of Art de Nueva York, donde se le conoce como Caryatid (Cariátide).